# Galena
|  | Per a altres significats, vegeu «Galena (desambiguació)». |

La galena és la forma mineral natural del sulfur de plom(II). Es tracta de la mena de plom més important, un dels minerals de sofre més abundants i àmpliament distribuït. El nom li va posar Plini el Vell entre els anys 77-79, de la galene grega que significa mineral de plom. Pertany i dona nom al grup de la galena.

## Característiques
La galena cristal·litza en el sistema cúbic, generalment en forma de cubs, de vegades en octàedres, i sovint en una combinació de tots dos. És tova, densa, fràgil, d'exfoliació perfecta, opaca, amb lluïssor metàl·lica molt intensa, pols de color gris fosc, soluble en HCl calent amb la producció d'àcid sulfhídric (H₂S) que es reconeix per la seva pudor característica d'ous podrits. La disposició dels ions en el cristall és la mateixa que en el clorur de sodi (NaCl) o sal comuna. La seva fórmula química és PbS.
Els cristalls no formen mai geodes, sent per tant falses les que es troben al mercat, tal com es pot veure en les imatges següents:

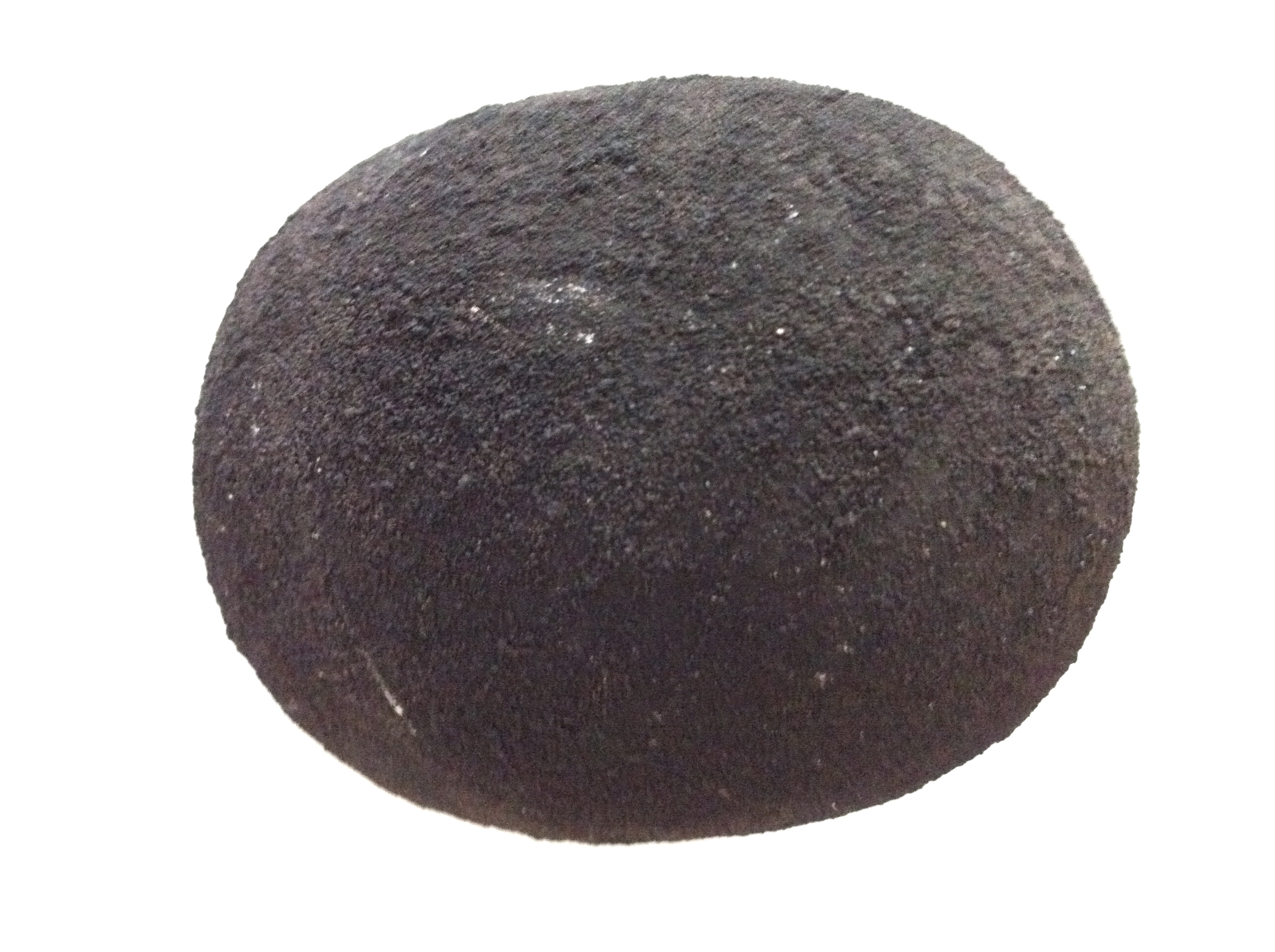
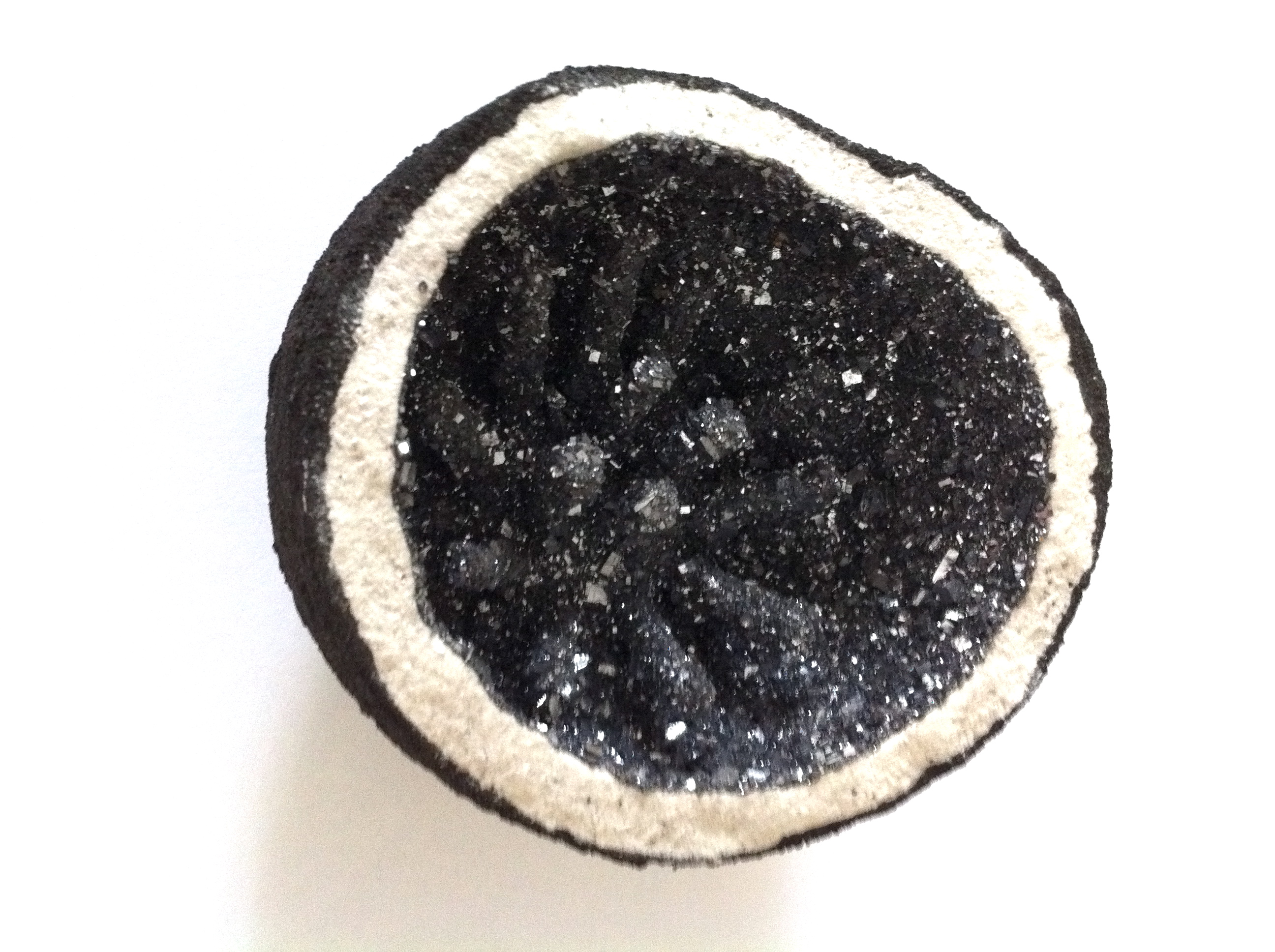
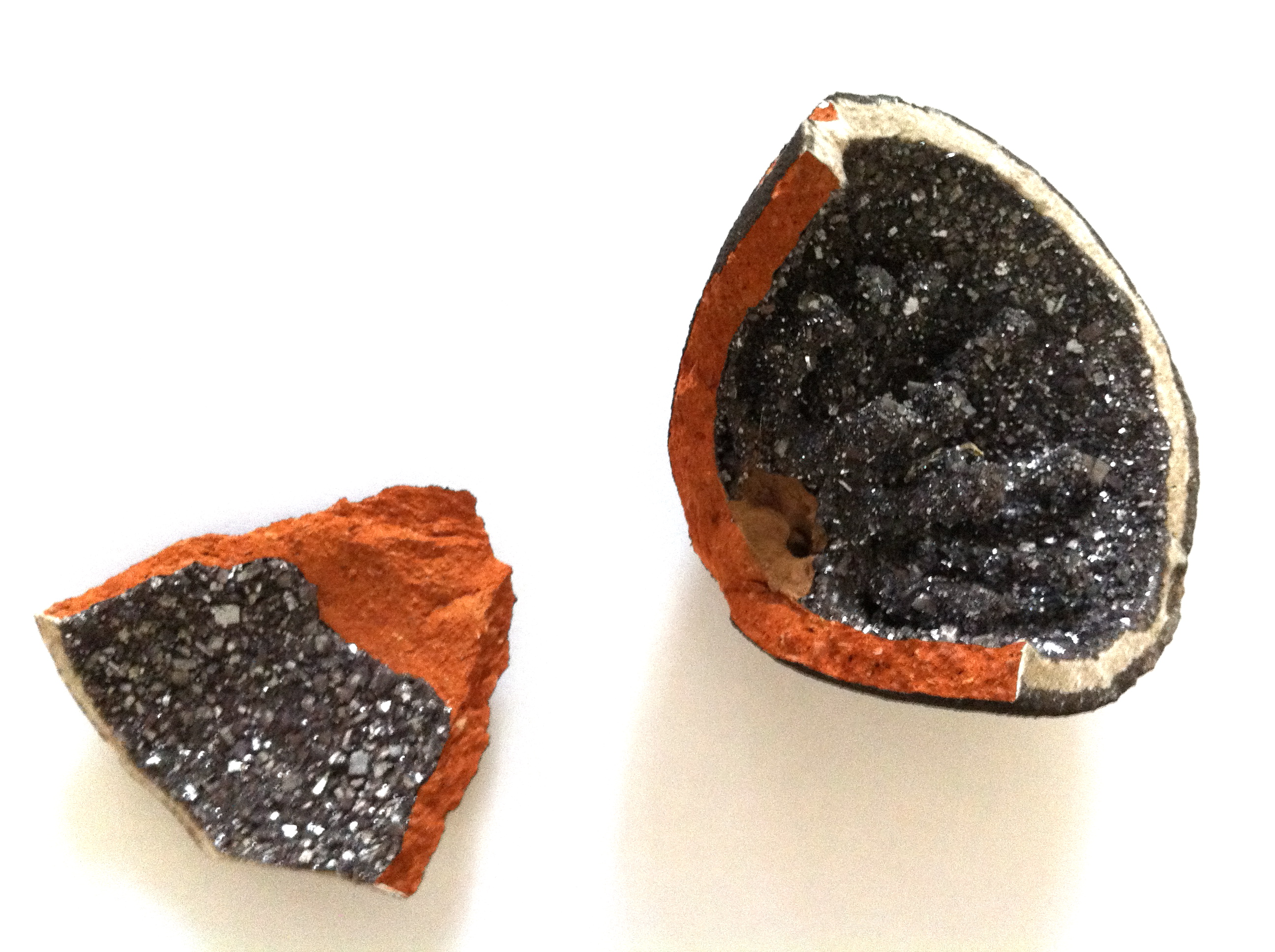
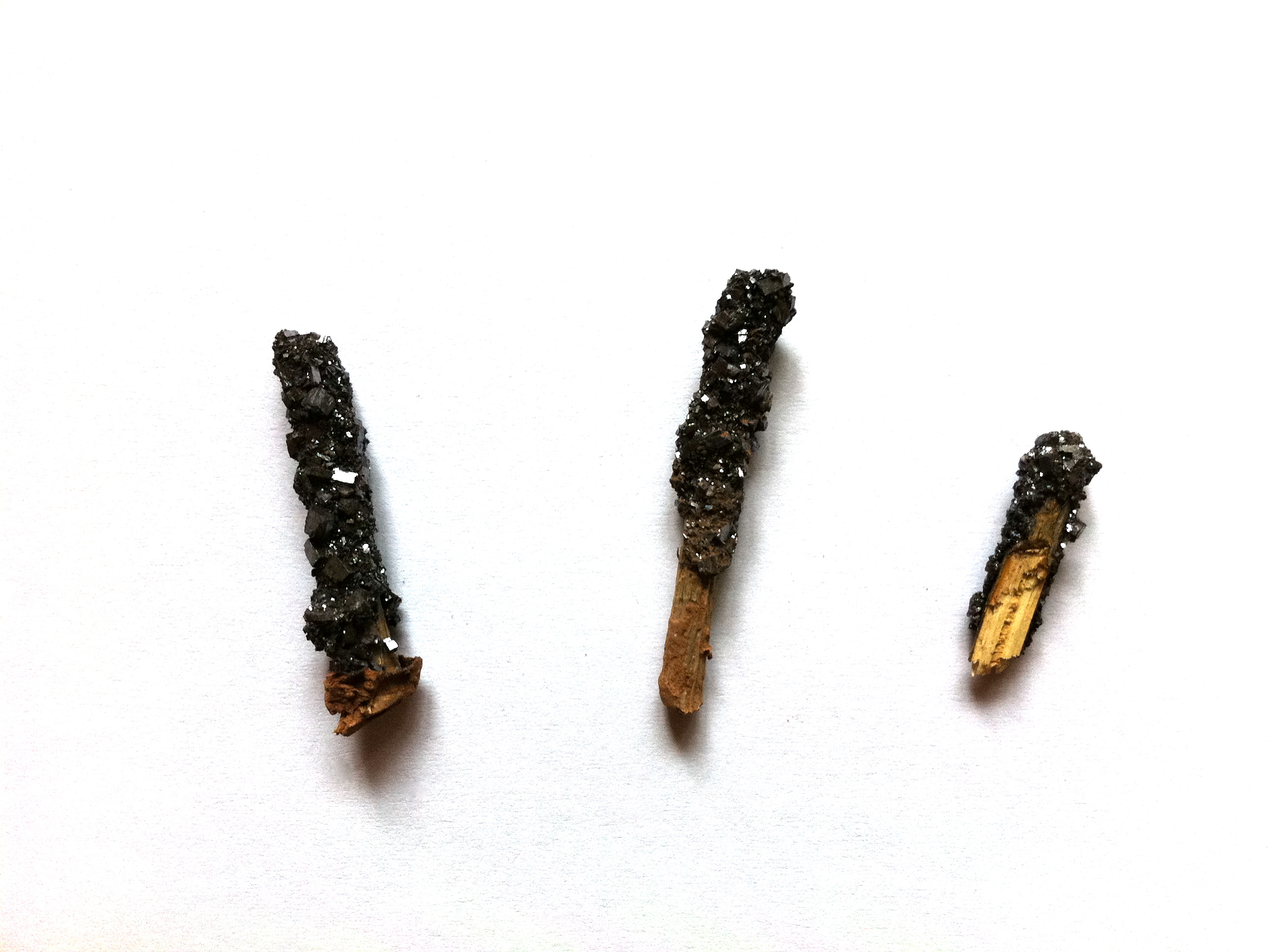

Segons la classificació de Nickel-Strunz, la galena pertany a «02.CD - Sulfurs metàl·lics, M:S = 1:1 (i similars), amb Sn, Pb, Hg, etc.» juntament amb els següents minerals: herzenbergita, teal·lita, alabandita, altaïta, clausthalita, niningerita, oldhamita, keilita, cinabri i hipercinabri.

## Formació i jaciments
La galena es pot trobar de forma cristal·litzada o massiva. És un mineral hidrotermal típic d'estrats de temperatura mitjana associada amb l'esfalerita, sovint en gangues compostes per quars i fluorita. Es troba tant en roques metamòrfiques com en dipòsits volcànics de sulfurs, en aquests darrers sovint acompanyat per minerals de coure. Rarament pot formar-se en ambients sedimentaris apareixent de forma dispersa. També es troba en jaciments de roques calcàries i dolomítiques. La galena conté un 86,6% de plom, i també pot contenir petites impureses de cadmi, antimoni, bismut i coure.
Es pot trobar, per exemple, a Joplin, Missouri, EUA. A Catalunya n'hi ha nombrosos jaciments, els més coneguts dels quals són a la zona de les mines de Bellmunt del Priorat, tancades per a l'explotació des del 1972. També n'havia sortit en quantitats variables a la mina Berta (terme municipal de Sant Cugat del Vallès, Vallès Occidental) i a les Mines d'Osor, la Selva. Ha estat descrita de la mateixa manera a les mines del Pla de Tor (Naut Aran).

## Usos
La galena és una de les principals menes de plom. A l'antic Egipte se n'utilitzava molta com a base per al kohl, un cosmètic emprat per a protegir els ulls. També es va usar en l'elaboració d'esmalts per atuells ceràmics. Els cristalls de galena van tenir important ús en l'etapa de les ràdios primitives com a element rectificador dels senyals captades per l'antena, que posteriorment va ser reemplaçat pel díode.
D'ella, en surten, els balins i algunes bateries.

## Grup de la galena
El grup de la galena està compost per les següents espècies, a més de la galena:
- alabandita, amb fórmula Mn2+S, substituint el plom per manganès.
- altaïta, amb fórmula PbTe, substituint el sofre per tel·luri.
- clausthalita, amb fórmula PbSe, substituint el sofre per seleni. Forma una sèrie amb la galena.[5]
- niningerita, amb fórmula MgS, substituint el plom per magnesi.[6]
- oldhamita, amb fórmula CaS, substituint el plom per calci.[7]

## Varietats
- Blenda de punt, en anglès strickblende, és una varietat que rep el seu nom degut a la seva forma.[8]
- Galena argentífera, una varietat amb un contingut relativament alt de plata.[9]
- Galena aurífera, una varietat de galena amb contingut d'or, només trobada en determinats indrets dels Estats Units.[10]
- Galena bismutífera, una varietat de galena que conté fins a un 16% del seu pes en bismut, amb fórmula (Pb,Bi,Ag)S.[11]
- Galena selènica, una varietat de galena que conté seleni, amb fórmula Pb(S,Se).[12]
- Johnstonita, una varietat amb un suposat excés de sofre, trobada a Baixa Silèsia, Polònia.[13]
- Plumbeina, galena pseudomòrfica de piromorfita. Originàriament es va pensar que es tractava d'un polimorf hexagonal de galena.[14]
- U-Galena, una varietat de galena que conté urani derivat de l'isòtop Pb-206.[15]